# Caracola (album)
Caracola è l'album di debutto eponimo del girl group svedese Caracola, pubblicato il 7 giugno 2006 su etichetta discografica Plugged Records.

## Tracce
1. Ta ett första steg – 3:50
2. Sommarnatt – 3:18
3. Paparazzi – 3:20
4. Jag vill bara va med dig – 2:54
5. Överallt – 2:58
6. Go-Go-Caracola! – 3:39
7. Glömmer bort mig – 3:18
8. Ända fram – 3:02
9. När du ser på mig – 3:31
10. Allting stannar till – 3:17
11. Du och jag – 3:29
12. Dum-di-da-dum – 3:17
13. Bara skyll på mig – 3:41
14. Du (la, la, la) – 3:14

## Classifiche
| Classifica (2006) | Posizione massima |
| ----------------- | ----------------- |
| Svezia            | 34                |